# Jaroslav Kučera (fotbalista)
Jaroslav Kučera (28. ledna 1905 Praha – 12. května 1984) byl český fotbalista, obránce, reprezentant Československa.

## Sportovní kariéra
Za československou reprezentaci odehrál roku 1931 dvě utkání. Gól nevstřelil. V lize odehrál 51 utkání. Hrál za AFK Vršovice (1925-1931).